# ハンナ・ランキン
- ハナー・ランキン
- ハンナー・ランキン

ハンナ・ランキン（Hannah Rankin、1990年7月21日 - ）は、スコットランド・ルス出身の女子プロボクサー。元WBA・IBO女子世界スーパーウェルター級王者。

## 来歴
2017年5月21日、イングランド・エセックスにてプロデビューし、Ester Konecna相手に判定勝利。
9月22日のBorislava Goranova戦で判定勝利し連勝も、3戦目となる10月21日のJoanna Ekedahl戦で初黒星。しかし、11月10日のEster Konecnaとの再戦で判定勝利。
2018年1月26日、Klaudia Vighに1回TKO勝利。
6月16日、Sarah TurunenとWBC女子世界ミドル級シルバー王座を争い、判定で初タイトル獲得。
8月4日、アメリカ・ユニオンデールにてアリシア・ナポレオンが持つWBA女子世界スーパーミドル級に挑むが、0-3判定で敗れる。
11月17日、アメリカ・マルベインにて、クラレッサ・シールズの持つWBA・IBF統一女子世界ミドル級王座と空位のWBC同王座に挑むが、0-3判定で敗れる。
2019年1月25日、Eva Bajicに勝利し再起成功。
6月15日、 Sarah CurranとIBO女子世界スーパーウェルター級王座決定戦に挑み、3-0判定を制してスコットランド初の女子世界王者となった。
11月27日、マルタ・セントジュリアンズにてパトリシア・ベルグルトとIBO王座防衛とWBC暫定王座に挑むが、0-3判定で敗れ王座陥落。
2020年10月31日、サバンナ・マーシャルとのWBO女子世界ミドル級王座決定戦に挑むが、TKO負けを喫する。	
2021年11月5日、マリア・リンドバーグとのWBA・IBO統一女子世界スーパーウェルター級王座決定戦に挑み、3-0判定で王座返り咲きを果たす。
2022年9月24日、テリー・ハーパーに判定で敗れWBA・IBO王座陥落。

## 獲得タイトル
- WBO女子世界ミドル級シルバー王座
- IBO女子世界スーパーウェルター級王座
- WBA女子世界スーパーウェルター級王座